# Rose Hobart
Rose Hobart (* 1. Mai 1906 in New York City; † 29. August 2000 in Woodland Hills, Los Angeles, Kalifornien) war eine US-amerikanische Schauspielerin.

## Leben
Bereits im Alter von 15 Jahren trat Hobart im Theater auf, in den 1920er-Jahren etablierte sie sich als bekannte Bühnenschauspielerin am Broadway. 1930 drehte sie ihren ersten Film Liliom unter Regie von Frank Borzage und spielte dort gleich die weibliche Hauptrolle. Eine ihrer heute noch bekanntesten Filme drehte sie 1931, als sie die Muriel Carew an der Seite von Frederic March und Miriam Hopkins in dem Filmklassiker Dr. Jekyll und Mr. Hyde. 1939 war sie in dem Horrorfilm Der Henker von London zu sehen. In den 1940er-Jahren war sie zunehmend auf Nebenrollen zurückgedrängt. In dem 1945 entstandenen Thriller Konflikt spielt sie die Ehefrau von Humphrey Bogarts Hauptfigur, die von diesem ermordet wird.
In den 1950ern geriet Hobart während der McCarthy-Ära als vermeintliche Kommunistin auf die sogenannte Schwarze Liste des Komitees für unamerikanische Umtriebe, woraufhin ihre Karriere vorbei war. Hintergrund war offenbar, dass sich Hobart für bessere Arbeitsbedingungen und Bezahlungen für Filmschaffende eingesetzt hatte. Zudem war sie Vorstandsmitglied der Schauspielergewerkschaft Screen Actors Guild gewesen. Einen Kinofilm drehte sie danach nicht mehr; sie spielte aber Theater und hatte zwischen 1960 und 1980 noch verschiedene Auftritte in Fernsehserien wie Rauchende Colts oder Cannon.
Rose Hobart war dreimal verheiratet und Mutter eines Sohnes. 1994 veröffentlichte sie ihre Autobiografie A Steady Digression to a Fixed Point, sechs Jahre später starb sie im Alter von 94 Jahren.

## Filmografie (Auswahl)
- 1930: Liliom
- 1931: Das Ende von Maradu (East of Borneo)
- 1931: Dr. Jekyll und Mr. Hyde (Dr. Jekyll and Mr. Hyde)
- 1932: Scandal for Sale
- 1939: Der Henker von London (Tower Of London)
- 1940: Susan und der liebe Gott (Susan and God)
- 1940: A Night at Earl Carroll’s
- 1941: Mädchen im Rampenlicht (Ziegfeld Girl)
- 1941: Lady Be Good
- 1941: Nothing But the Truth
- 1942: Dr. Gillespie’s New Assistant
- 1943: The Mad Ghoul
- 1944: Song of the Open Road
- 1945: Konflikt (Conflict)
- 1945: Isle of the Dead
- 1946: Feuer am Horizont (Canyon Passage)
- 1947: Die Farmerstochter (The Farmer’s Daughter)
- 1947: Liebe in Fesseln (Cass Timberlane)
- 1948: Fräulein Wildfang (Mickey)
- 1949: Bride of Vengeance
- 1966–1969: Peyton Place (Fernsehserie, 40 Folgen)
- 1968: Invasion von der Wega (The Invaders, Fernsehserie, Folge 2x17)
- 1968: Rauchende Colts (Gunsmoke, Fernsehserie, Folge 13x25)
- 1968, 1969: FBI (The F.B.I., Fernsehserie, 2 Folgen)
- 1970: Dan Oakland (Dan August, Fernsehserie, Folge 1x04)
- 1971: Cannon (Fernsehserie, Folge 1x09)
- 1980: Another World (Fernseh-Seifenoper, mind. eine Folge)